# 薩蘇·薩林
薩蘇·薩林（芬蘭語：Sasu Salin，1991年6月11日—），芬蘭籃球運動員。他曾經效力於斯洛文尼亞球隊奧林匹亞聯盟. 。他代表芬蘭國家男子籃球隊參賽。